# مكتب براءات الاختراع الأوروبي
مكتب براءات الاختراع الأوروبي (بالإنجليزية: European Patent Office) اختصارا (EPO)، هو واحد من اثنين من أجهزة تنظيم براءات الاختراع الأوروبية European Patent Organisation (EPOrg) والآخر هو المجلس الإداري (Administrative Council of the European Patent Organisation)،
يعمل المكتب الأوروبي للبراءات كهيئة تنفيذية للمنظمة.

## خدمات عبر الإنترنت
(بالإنجليزية: Online services)

## الملاحظات
1. ↑  The abbreviation "EPOff" has been also used to refer to the European Patent Office, in order to distinguish it from the European Patent Organisation, see European Patent Office web site, European Patent Convention (EPC), Alphabetical keyword index. Consulted on November 17, 2007.

## روابط خارجية
- الموقع الرسمي